# Rey Misterio senior
Miguel Ángel López Díaz, conosciuto con il ring name Rey Misterio (Tijuana, 8 gennaio 1958 – Rosarito, 20 dicembre 2024), è stato un wrestler messicano.

## Biografia
Era zio di Rey Mysterio, anche lui wrestler.

## Carriera

### Wrestling
Il 7 gennaio 1973 fece il suo esordio sul ring utilizzando inizialmente i ring name di El Genio, Maravilla Blanca, Rayman e Bull Rider per poi cambiare in Rey Misterio.
Misterio in diverse occasioni difese la maschera nella lucha de apuestas contro rispettivamente Zorro de Oro, Angel Azul, Tornado Negro, Monje Negro, Rambo Star, Destroyer, Delfin, Angel de Plata, Fraile del Mal, Estrella Azul, Calballero Rojo, Diamante Negro e Infernal dove anche loro misero in palio la maschera, in seguito difese la maschera anche contro El Siberiano, Estudiante e MS-1 dove però loro misero in palio i capelli per poi perdere la maschera contro Fishman (anche lui wrestler mascherato) il 24 marzo 1988.
Nel 1990 lottò nella World Championship Wrestling (WCW) assieme a Konnan nel "Team Mexico" vincendo contro il "Team UK" (Chris Adams e Norman Smiley) nel "Pat O'Connor Memorial International Cup Tag Team Tournament", andato in onda durante Starrcade.
Nel 1992 lottò assieme a Rey Misterio, in seguito noto come Rey Misterio, Jr. nella World Wrestling Association (WWA), vincendo il WWA World Tag Team Championship sconfiggendo Villano IV e Villano V.

### Allenatore
Misterio fu uno dei più noti e rispettati allenatori nel mondo della lucha libre e seguì diversi wrestler di successo, come Rey Mysterio, Psicosis, Konnan, Damien 666, Halloween, Gacela, Cassandro, Caballero 2000 ed Eiji Ezaki. Iniziò ad allenare Rey Mysterio jr. quando questi aveva quattordici anni.
Misterio fu inoltre il mentore di Roberto Castillo.
Fuori dal wrestling, nel 2006 venne scelto come protagonista-antagonista del film horror Wrestlemaniac.

## Personaggio

### Mosse finali
- Misterio Express (Modified Crucifix Powerbomb)
- Big Boot
- Scoop Slam
- Falling Neckbreaker